# 鸡骨柴长穗变型
鸡骨柴长穗变型（学名：Elsholtzia fruticosa f. leptostachya）为唇形科香薷属鸡骨柴下的一个变型。

## 扩展阅读
- 維基物種上的相關：鸡骨柴长穗变型